# Bill Lee (muzyk)
Bill Lee (ur. 23 lipca 1928 w Snow Hill, zm. 24 maja 2023 w Nowym Jorku) – amerykański kontrabasista i basista jazzowy, kompozytor. Był ojcem Spike’a Lee i Joie Lee. Skomponował oryginalną muzykę do wielu filmów swojego syna, w tym She’s Gotta Have It (1986), School Daze (1988), Zrób to, co należy (1989) i Mo 'Better Blues (1990). Lee był zaangażowany w wiele wydawnictw wydanych przez wytwórnię jazzową Strata-East, w tym wyreżyserował album The New York Bass Violin Choir z 1980 roku.

## Biografia
William James Edwards Lee urodził się w Snow Hill w Alabamie w 1928 roku jako syn Alberty Grace (Edwards), pianistki koncertowej i Arnolda Wadswortha Lee, muzyka. W 1951 ukończył Morehouse College w Atlancie w stanie Georgia. Ożenił się ze swoją ukochaną z college’u, która była zapisana do sąsiedniego college’u, Jacqueline (Jackie) Shelton, absolwentką Spelman College z 1954 roku. Z pierwszą żoną Jackie miał pięcioro dzieci; reżysera filmowego Spike’a Lee (ur. 1957), Christophera (ur. 1959, zm. 2014), fotografa Davida Lee (ur. 1961), aktorkę Joie Lee (ur. 1962) i filmowca Cinqué Lee (ur. 1966). Rodzina przeniosła się do Fort Greene na Brooklynie w 1959 roku. Z drugą żoną, Susan, miał jednego syna, Arnolda Lee, który gra na saksofonie altowym.
Lee został aresztowany 25 października 1991 roku w Fort Greene za noszenie małej torebki heroiny podczas policyjnej akcji antynarkotykowej w parku w pobliżu jego domu. Lee powiedział później o swoim aresztowaniu: „Cieszę się, że zostałem aresztowany, to mnie obudziło”.
Lee zmarł w swoim domu w Fort Greene 24 maja 2023 roku w wieku 94 lat.